# Pierre-Louis Lions
Pierre-Louis Lions (Grasse, 11 agosto 1956) è un matematico francese.

## Biografia
Figlio del matematico Jacques-Louis Lions, Pierre-Louis entra all'École Normale Supérieure di Parigi nel 1975 e vi si laurea nel 1977 contemporaneamente a Jean-Christophe Yoccoz. Si dedica alla ricerca in matematica applicata e ottiene il dottorato nel 1979 all'Università Pierre e Marie Curie. Prosegue le sue ricerche al CNRS fino al 1981 e in seguito diventa docente universitario.
Nell'articolo Viscosity solutions of Hamilton-Jacobi equations (1983), scritto con Michael Crandall, ha introdotto la nozione di "soluzioni di viscosità", che ha avuto una grande influenza sugli sviluppi successivi della teoria delle equazioni alle derivate parziali. Per i suoi lavori sulla teoria delle equazioni differenziali alle derivate parziali ottiene la Medaglia Fields nel 1994. È stato il primo a dare una soluzione completamente esaustiva dell'equazione di Boltzmann.
È professore di "Equazioni differenziali alle derivate parziali e loro applicazioni" al prestigioso Collège de France ed è docente all'École polytechnique. Nel settembre 2006 è stato nominato membro dell'Alto consiglio della scienza e della tecnologia francese.
Tra gli altri riconoscimenti si possono ricordare l'IBM Prize (1987), il Philip Morris Prize (1991) e le lauree honoris causa dell'Università Heriot-Watt di Edimburgo e della City University of Hong Kong. È classificato tra gli "scienziati più citati" del data-base ISI (Institute for Scientific Information).
Tra i suoi allievi si può ricordare Cédric Villani, medaglia Fields nel 2010.